# Ню (фамилия)
Ню (Niu) — китайская фамилия (клан).
牛 — корова, бык. (вьет.: Нгыу — Ngưu)
鈕 — пуговица.

## Известные Ню
- Ню Квансен (1886—?) — Герой Социалистического Труда.
- Ню Фу (牛辅 , ум. 192 г.) — персонаж китайской истории упоминаемый в эпосе «Троецарствие», военачальник, родственник Дун Чжо.
- Ню Хуэйцзюнь (Niu Huijun , 牛惠君 , 1969 г.р.) — китайская футбольная судья — женщина.